# Godawari (Kailali)
Godawari (nepalski: गोदावरी, trl. Godāvarī, trb. Godawari) – gaun wikas samiti w zachodniej części Nepalu w strefie Seti w dystrykcie Kailali. Według nepalskiego spisu powszechnego z 2001 roku liczył on 2473 gospodarstw domowych i 13733 mieszkańców (7297 kobiet i 6436 mężczyzn).